# Henri Claude

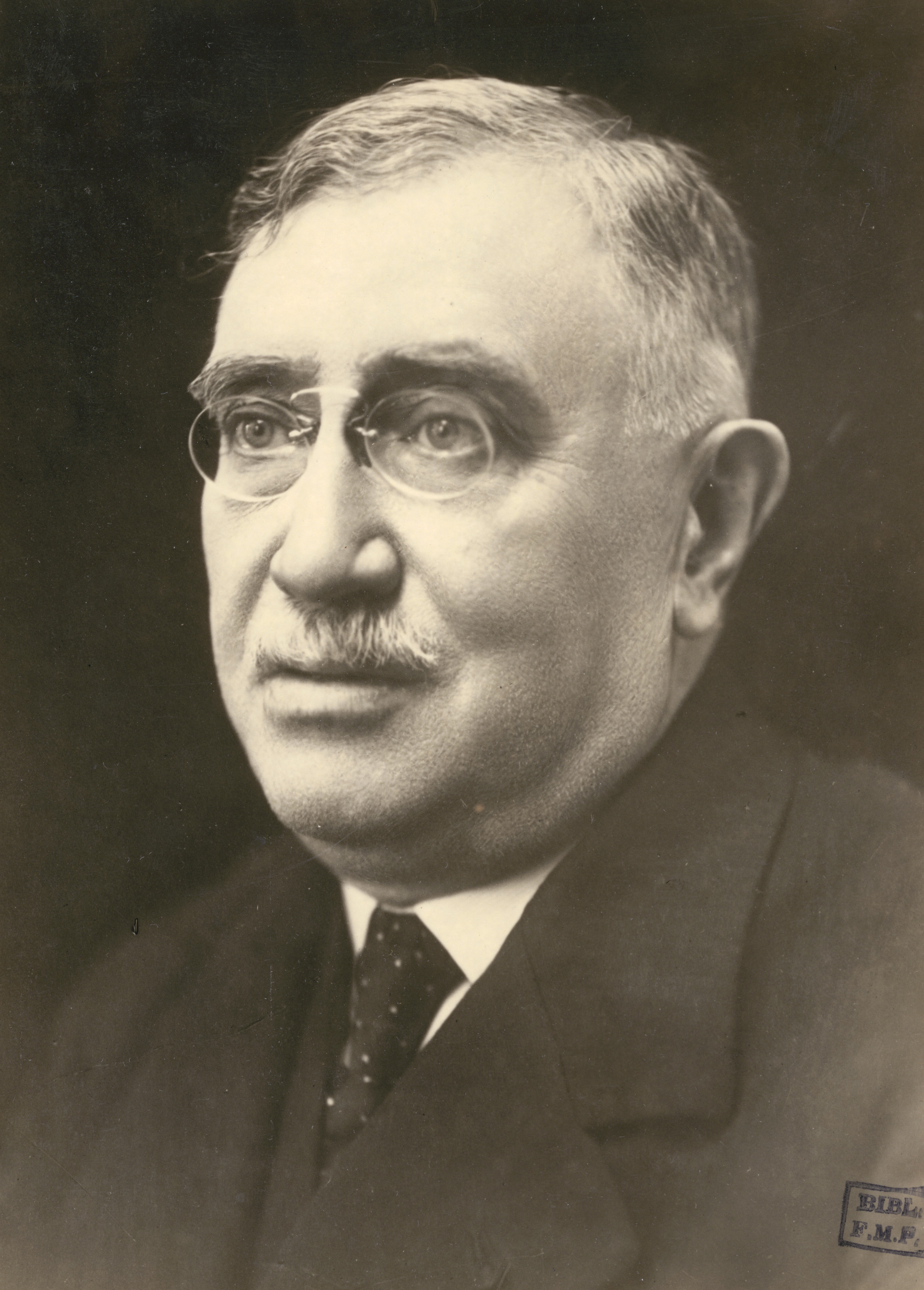
Henri Claude

Henri Charles Jules Claude (Paris, 31 de Março de 1869 - 29 de Novembro de 1945) foi um psiquiatra e neurologista francês.